# Olof Gyllenmärs
Olof Andersson Gyllenmärs, född 1540-talet, död 1638, var en svensk adelsman och militär.

## Biografi
Gyllenmärs föddes på 1540-talet. Han var son till Anders Olofsson Kärling och Elin Drake. Gyllenmärs arbetade till sjöss och blev amiral. Han adlades 27 oktober 1586 till Gyllenmärs av kung Johan III. Gyllenmärs avled 1638.
Gyllenmärs ägde gårdarna Lagmanshaga i Ljungsarps socken och Borrarp.

### Familj
Gyllenmärs gifte sig efter 1575 med Kerstin Bröms. Hon var dotter till hövitsmannen Lars Bröms och Margareta Drake. De fick tillsammans barnen Margareta Gyllenmärs som var gift med översten Johan Uggla och riksdagsmannen Bröms Gyllenmärs (död 1679).